# La Nanny
La Nanny est une nouvelle de science-fiction de Philip K. Dick, parue en avril 1955 dans Startling Stories et par la suite dans The Collected Stories of Philip K. Dick ou Beyond Lies the Wub (1988). Elle a été publiée en France en 1989.

## Résumé
Les hommes ont mis au point, pour veiller sur les enfants et s'en occuper, des robots spéciaux appelés « Nanny » (en anglais : bonne d'enfant, nounou). De l'instant où les enfants ouvrent les yeux le matin, jusqu'au soir, la Nanny est avec l'enfant pour le surveiller, le réconforter, le nourrir, le laver, l'aider à manger, à faire ses devoirs, l'amener à l'école, etc.
Mais un phénomène étrange apparaît : les Nannies se mettent à adopter des comportements agressifs vis-à-vis des autres Nannies. Elles se défient et se combattent même entre elles.
En suivant la vie de la famille Fields, le lecteur apprend que les pères de famille, voyant leur Nanny familiale revenir cabossée d'un trajet vers l'école ou d'une promenade au parc, se sentent blessés dans leur orgueil et achètent des robots plus robustes, plus combatifs.
L'escalade de l'armement de plus en plus violent et du blindage de plus en plus perfectionné, soutenue par les fabricants, dégénère en véritable « guerre des Nannies ».

## Analyse d'Olivier Rey
Dans son essai Une folle solitude : le fantasme de l'homme auto-construit (2006), p. 16-17, Olivier Rey déclare : 
« une histoire de ce genre peut faire hausser les épaules. Philip K. Dick était un être bizarre, instable, consommateur de psychotropes — rien n'oblige à prendre ses divagations au sérieux. Remarquons cependant que la bizarrerie, l'instabilité et l'usage de stupéfiants n'interdisent pas la clairvoyance littéraire : certains cas sont attestés. L'histoire citée a au moins le mérite de rappeler sur un mode grinçant la dose d'agressivité que comporte toute technique, serait-elle vouée, a priori, aux fonctions les plus pacifiques. La réalité présente en témoigne. La solution qui a été généralement retenue, à défaut des Nannies, est la télévision : la façon la plus simple d'occuper les enfants sans avoir à s'en occuper est de les mettre devant un écran. La société contemporaine est organisée de telle sorte que, de toute façon, nombre de parents n'ont pas d'autre solution à leur disposition. Là aussi, on observe une dérive agressive : des programmes violents, diffusés par des appareils qui s'imposent de plus en plus brutalement, par la taille et le son, au spectateur. »